# Маркус Каттнер
Маркус Каттнер (нім. Markus Kattner, нар. 24 вересня 1970, Байройт) — німецько-швейцарський футбольний функціонер, у 2015—2016 роках виконувач обов'язків генерального секретаря ФІФА.

## Біографія
Народився 24 вересня 1970 року в Байройті і виріс у Мюнхені, був активним гравцем у баскетбол, протягом чотирьох років грав у другому дивізіоні Німеччини з баскетболу. Після школи отримав інженерний ступінь в Технічному університеті Мюнхена. Після цього він отримав докторський ступінь у Федеральній політехнічній школі Лозанни.
Після цього Маркус працював у «McKinsey & Company», а 2003 року Каттнер приєднався до ФІФА як директор з фінансів.
У вересні 2015 року заступник генсекретаря ФІФА і фінансовий директор організації Маркус Каттнер був призначений тимчасовим виконувачем обов'язків генерального секретаря. Його попередник Жером Вальке був відсторонений від посади через корупційний скандал.

## Особисте життя
Каттнер має подвійне громадянство Німеччини і Швейцарії, одружений, має трьох дочок. Футбольний уболівальник, і його улюблений клуб «Баварія» (Мюнхен). Окрім футболу, його хобі — це біг, катання на лижах та гра на піаніно.